# Elliott Forbes-Robinson
Elliott Forbes-Robinson, né le 31 octobre 1943 à La Crescenta-Montrose, (californie), est un pilote automobile américain. 
Il est connu pour avoir gagné dans plusieurs compétitions différentes comme les American Le Mans Series, Trans-Am Series, CanAm, IMSA GT, Formule 5000... Il s'impliqua aussi dans la création du championnat des Legends Cars.

## Biographie
Il commence sa carrière en 1968 avec le SCCA (Sports Car Club of America), remporte ses premières victoires en Trans-Am Series et en devient champion en 1982 au volant d'une Pontiac Firebird.
Sa première participation aux 24 Heures du Mans se ponctue en 1971 par un abandon mais lors de la seconde participation, il termine 9e au volant d'une Mazda 767B.
Puis après avoir participé à différents championnats, il gagne par deux fois les 24 Heures de Daytona en 1997 et 1999 et une fois les 6 Heures de Watkins Glen en 1997 avec le Dyson Racing. En 1999, il remporte à la fois le United States Road Racing Championship prédécesseur du Rolex Sports Car Series et le American Le Mans Series dont c'était la première saison.
Ses victoires en Trans-Am Series à Sears Point (catégorie moins de 2 litres) le 21 septembre 1969 et en Grand-Am aux 250 Miles du Barber Motorsports Park le 10 octobre 2004 lui permettent d'afficher des victoires dans cinq décennies différentes. Il est entré dans le Hall of Fame des sports mécaniques américains en 2006.

## Résultats aux 24 Heures du Mans
| Année | Voiture      | Équipe                     | Équipiers                     | Résultat |
| ----- | ------------ | -------------------------- | ----------------------------- | -------- |
| 1971  | Porsche 911S | Richie Ginther Racing Inc. | Alain Johnson                 | Abandon  |
| 1989  | Mazda 767B   | Mazdaspeed Co. Ltd.        | Takashi Yorino / Hervé Regout | 9e       |